# Karel Hes
Karel Hes (7 settembre 1911 – 1947) è stato un calciatore cecoslovacco, di ruolo attaccante.